# Віктор Вембаньяма
Віктор Вембаньяма (фр. Victor Wembanyama, нар. 4 січня 2004, Ле-Шене, Франція) — французький професійний баскетболіст, що виступає на позиціях важкого форварда і центрового за команду НБА «Сан-Антоніо Сперс». Гравець національної збірної Франції. Перший номер драфту 2023 року.

## Ранні роки
Вембаньяма народився 2004 року в Ле-Шене у родині Фелікса Вембаньями, легкоатлета конголезького походження та Елоді де Фотеро, баскетболістки. Сестра Вембаньями Ев також професійно займається баскетболом та є чемпіонкою Європи 2017 у складі збірної Франції U16. Зріст батька 198 см, а матері — 191 см.
У дитинстві займався футболом, дзюдо та баскетболом. У віці 10 років приєднався до юнацької команди «Нантер 92».

## Ігрова кар'єра
29 жовтня 2019 року дебютував у професійному спорті, зігравши за «Нантер 92» у матчі Єврокубка проти «Брешії». Таким чином, у 15 років він став другим наймолодшим дебютантом турніру після Стефана Петковича. 23 вересня 2020 року дебютував за команду в чемпіонаті Франції. По завершенні сезону був названий найкращим молодим баскетболістом чемпіонату.
29 червня 2021 року підписав контракт з АСВЕЛом. 1 жовтня в матчі проти каунаського «Жальгіріса» дебютував у Євролізі. 18 травня 2022 року вдруге поспіль був визнаний найкращим молодим баскетболістом чемпіонату.
30 червня 2022 року перейшов до складу «Метрополітан 92».
2023 році був вибраний під першим номером на драфті НБА командою «Сан-Антоніо Сперс». Він став першим французьким гравцем, обраним під першим номером на драфті, і лише другим європейцем, який досяг цього визнання (після Андреа Барньяні у 2006 році). Він також став третім гравцем в історії «Сан-Антоніо», обраним під першим номером, після Девіда Робінсона та Тіма Данкана.
25 жовтня Вембаньяма дебютував у регулярному сезоні НБА, набравши 15 очок, зробивши п'ять підбирань, дві результативні передачі та два блоки у матчі, що завершився поразкою з рахунком 126–119 проти «Даллас Маверікс». 2 листопада набрав тодішній рекорд кар'єри – 38 очок, а також зробив 10 підбирань і два блоки у переможному матчі з рахунком 132–121 проти «Фінікс Санз». Він приєднався до Леброна Джеймса та Кевіна Дюранта як один із трьох підлітків в історії НБА, які набирали щонайменше 35 очок, 10 підбирань і два блоки за гру. 8 грудня набрав 21 очко та зробив 20 підбирань у матчі проти «Чикаго Буллз», ставши наймолодшим гравцем в історії НБА, який набрав щонайменше 20 очок і 20 підбирань у грі, у віці 19 років і 338 днів, перевершивши попередній рекорд, встановлений Двайтом Говардом.
10 січня 2024 року оформив перший трипл-дабл у своїй кар'єрі, набравши 16 очок, зробивши 12 підбирань і 10 результативних передач у матчі проти «Детройт Пістонс». 23 лютого оформив «п'ять-на-п'ять», набравши 27 очок, зробивши 10 підбирань, вісім результативних передач, п'ять перехоплень і п'ять блоків у матчі, що завершився поразкою з рахунком 123–118 проти «Лос-Анджелес Лейкерс». Він став наймолодшим гравцем в історії НБА, який досяг цього показника, і зробив це за 30 хвилин, що є найменшою кількістю хвилин в історії ліги для досягнення такого результату.
6 травня 2024 року був названий Новачком року НБА, ставши шостим новачком в історії, який отримав цю нагороду одностайним голосуванням. Він також приєднався до Мануте Бола як один із двох новачків в історії НБА, які очолили лігу за кількістю блоків у середньому за гру та загальною кількістю блоків за сезон. Також посів друге місце у голосуванні за нагороду Найкращого захисного гравця НБА, поступившись Руді Гоберу. Крім того, він був включений до Першої захисної збірної НБА, ставши першим новачком і наймолодшим гравцем в історії, який досяг цього результату.
31 жовтня 2024 року оформив другий у своїй кар'єрі «п'ять-на-п'ять», набравши 25 очок, зробивши дев'ять підбирань, сім результативних передач, п'ять перехоплень і п'ять блоків. Він став третім гравцем в історії НБА, який записав на свій рахунок декілька ігор із показником «п'ять-на-п'ять», приєднавшись до Хакіма Оладжувона та Андрія Кириленка. 13 листопада набрав рекордні для себе 50 очок, включаючи рекордні вісім триочкових кидків, у переможному матчі з рахунком 139–130 проти «Вашингтон Візардс».

## Виступи за збірну
Вембаньяма був у попередньому списку з 17 гравців збірної Франції на Євробаскет 2022, але був виключений за місяць через травму. 11 листопада 2022 року дебютував у складі національної збірної в матчі відбору на чемпіонат світу проти Литви, набравши 20 очок.
Представляв Францію на Олімпійських іграх 2024 року в рідному Парижі. У дебютному матчі проти Бразилії набрав 19 очок і зробив 9 підбирань.Допоміг Франції дійти до фіналу, де вони поступилися США, здобувши срібло, незважаючи на його 26 очок у фіналі. Він був названий Висхідною зіркою турніру та увійшов до Збірної всіх зірок, маючи середні показники: 15.8 очок, 9.7 підбирань, 3.3 передачі, 2 блоки та 1.7 перехоплень за гру.

## Профіль гравця
Маючи зріст 220 см та розмах рук 241 см, Вембаньяма привернув увагу своїм атлетисизмом та гнучкістю. У жовтні 2022 року Леброн Джеймс назвав його «прибульцем», зазначаючи: «Протягом останніх кількох років усі були єдинорогами, а він більше схожий на інопланетянина». Журналіст та інсайдер Едріан Войнаровскі описав Вембаньяму як «найбільшу перспективу в історії НБА».
У атаці відзначається добрим кидком, в тому числі з дальної дистанції, а також умінням створювати момент з відмінним веденням м'яча. У захисті він відомий своїми відмінними інстинктами блокування кидків. Натомість до вад відносять малу вагу та худу статуру.

## Career statistics
| * | Лідер ліги |

### НБА
| Сезон             | Команда             | GP | GS | MPG  | FG%  | 3P%  | FT%  | RPG  | APG | SPG | BPG  | PPG  |
| ----------------- | ------------------- | -- | -- | ---- | ---- | ---- | ---- | ---- | --- | --- | ---- | ---- |
| 2023–24           | «Сан-Антоніо Сперс» | 71 | 71 | 29.7 | .465 | .325 | .796 | 10.6 | 3.9 | 1.2 | 3.6* | 21.4 |
| Усього за кар'єру | Усього за кар'єру   | 71 | 71 | 29.7 | .465 | .325 | .796 | 10.6 | 3.9 | 1.2 | 3.6  | 21.4 |

### Євроліга
| Рік               | Команда           | GP | GS | MPG  | FG%  | 3P%  | FT%  | RPG | APG | SPG | BPG | PPG | PIR |
| ----------------- | ----------------- | -- | -- | ---- | ---- | ---- | ---- | --- | --- | --- | --- | --- | --- |
| 2021–22           | АСВЕЛ             | 13 | 10 | 17.5 | .348 | .303 | .667 | 3.8 | .5  | .4  | 1.9 | 6.5 | 5.5 |
| Усього за кар'єру | Усього за кар'єру | 13 | 10 | 17.5 | .348 | .303 | .667 | 3.8 | .5  | .4  | 1.9 | 6.5 | 5.5 |